# Enlace TV
A TBN Enlace, ou Enlace TV, é uma emissora evangélica de Costa Rica, fundada em 1988 pelo Pastor Jonás González Rodríguez.

## História
Na realidade, o canal Enlace nasceu na década de 1980, que com um pequeno emissor de apenas 15W iniciou as transmissões regulares para o quarteirão adjacente. Após alguns anos, em 1997, o CNTV (Conselho Nacional de Televisão) liberou a transmissão da Enlace TV pelo canal 50 da televisão aberta chilena, tornando-se o primeiro canal 100% cristão na televisão aberta do país.
No ano de 1998, o canal começou sua transmissão por diversas companhias de TV a cabo chilenas, como a VTR, CMET, Metrópolis e outras menores. Essas emissoras permitem cobrir o território chileno desde Arica a Punta Arenas, com mais de 130 pontos de transmissão.
O canal está composto por um diretório de cinco membros: Pastor Samuel Jensen Fuenzalida, Pastor José Osses Bravo, Pastor Claudio Chaparro Soto e o advogado Hugo Fernández Ledesma. Se diretor executivo é o Pastor Eduardo Véliz Flores.

## Slogans
- 1997 - 1998: Una canal con altura
- 1999 - 2006: Una imagen que viene de lo alto
- 2006 - 2008: Nuestro Canal, Nuestra Religión, Nuestro País
- 2008 - 2009: La televisión cristiana